# Chrysobothris fiji
Chrysobothris fiji es una especie de escarabajo del género Chrysobothris, familia Buprestidae. Fue descrita científicamente por Bellamy en 2009.